# 萨布丽娜·丹杰洛
萨布丽娜·丹杰洛（義大利語：Sabrina D'Angelo，1993年5月11日—），加拿大女子足球运动员。她曾代表加拿大参加2016年夏季奥林匹克运动会足球比赛，获得一枚铜牌。她也曾参加2019年世界杯女子足球赛。